# Siegward Reinicke
Siegward Reinicke (* 9. August 1944; † 20. September 2018 in Hermsdorf) war ein deutscher Fußballspieler. In Eisleben, Gera und Hermsdorf (Thüringen) spielte er in den 1960er und 1970er Jahren Zweitligafußball im DDR-Fußballspielbetrieb.

## Sportliche Laufbahn
Im Sommer 1964 wechselte der 20-jährige Stürmer Siegward Reinicke von der viertklassigen Betriebssportgemeinschaft (BSG) Einheit Querfurt zur Volkspolizei-Sportgemeinschaft Dynamo Eisleben. Dort spielte er in der zweitklassigen DDR-Liga und eroberte sich sofort einen Stammplatz mit 28 Einsätzen in 30 Ligaspielen. Mit 21 Treffern wurde er Torschützenkönig sowohl seiner Mannschaft als auch in der DDR-Liga. Bester Torschütze der SG Dynamo wurde Reinicke auch in den folgenden drei Spielzeiten mit 16, 8 und 14 Toren. Bis 1968 blieb er Stammspieler, ehe er 1968/69 verletzungsbedingt nur 17 der 30 Punktspiele bestritt und auch nur vier Tore erzielte. 
Zur Spielzeit 1969/70 wechselte Reinicke zum DDR-Ligisten BSG Wismut Gera. Dort blieb er für zwei Spielzeiten, in denen er aber weiterhin nicht seine frühere Form erreichte und von den 60 ausgetragenen Ligaspielen nur 40 Begegnungen bestritt, bei denen er vier bzw. fünf Tore schoss. 
Von der Saison 1971/72 an spielte Reinicke für die BSG Motor Hermsdorf, die ebenfalls in der DDR-Liga vertreten war. Von nun an wurde in der Liga mit fünf Staffeln gespielt, in denen jeweils 22 Punktspiele zu bestreiten waren. Reinickes Start in Hermsdorf war mit nur zehn Ligaeinsätzen und zwei Toren verhalten, doch ab 1972/73 konnte er sich wieder als Stammspieler durchsetzten, blieb aber mit seinen drei Tore zunächst noch unter seinen Möglichkeiten. Die Saison schloss die BSG Motor als Absteiger ab und musste 1973/74 in der drittklassigen Bezirksliga Gera antreten. Mit Reinicke wurde die Mannschaft Bezirksmeister und erreichte den sofortigen Wiederaufstieg. Bis 1978 konnte Reinicke seinen Stammspielerstatus behaupten und wurde 1977 mit sechs Treffern auch noch einmal bester Schütze seiner Mannschaft. In der Spielzeit 1978/79 war er bereits 34 Jahre alt und überschritt den Zenit seiner Leistungsfähigkeit. Er kam nun als Abwehrspieler nur noch in zwölf Punktspielen zum Einsatz und blieb ohne Torerfolg. Motor Hermsdorf musste erneut absteigen, stieg aber auch sofort wieder auf, doch in der neuen DDR-Liga-Saison 1980/81 gehörte Reinicke nicht mehr zum Mannschaftskader. Diesmal konnte Hermsdorf die Klasse nicht halten, stieg erneut ab, aber auch wieder auf. 1982/83 half der inzwischen 38-jährige Reinicke noch einmal in einem DDR-Liga-Spiel aus, danach beendete er aber endgültig nach 285 Zweitligaspielen und 91 Toren seine Laufbahn im höherklassigen Fußball.